# Igor Kavúlek
Igor Kavúlek (* 1. června 1963) je bývalý slovenský fotbalista. Po skončení aktivní kariéry působí na místní úrovni jako trenér.

## Fotbalová kariéra
V československé lize hrál za Slovan Bratislava. Nastoupil ve 2 ligových utkáních.

## Ligová bilance
| Ročník                                   | Zápasy | Góly | Klub              |
| ---------------------------------------- | ------ | ---- | ----------------- |
| 1. československá fotbalová liga 1981/82 | 2      | 0    | Slovan Bratislava |
| CELKEM                                   | 2      | 0    |                   |